# Brasão de armas da Islândia
O Brasão de armas da Islândia (em islandês: Skjaldarmerki Íslands) é composto por uma cruz de prata sobre um escudo azul, com uma cruz vermelho-fogo no interior da cruz de prata (aparece na Bandeira da Islândia). Os suportes são os quatro protetores da Islândia (landvættir). De pé sobre um bloco de lava, o touro (Griðungur) é o protetor do sudoeste da Islândia, a águia ou grifo (Gammur) protege o noroeste da Islândia, o dragão (Dreki), a parte nordeste e o gigante (Bergrisi) é o protetor do sudeste da Islândia. O grande respeito que foi dado a estas criaturas da Islândia, tanto que houve uma lei no dia dos viquingues que nenhum navio deve ostentar os símbolos (na maioria das vezes cabeças de dragão sobre a proa do navio) quando se aproximam da Islândia. Estes eram portanto os protetores.
O landvættir também decora a frente (face) das moedas, a coroa islandesa, mas os animais do oceano (peixes, caranguejos e golfinhos) aparecem no verso (coroa). A Presidência islandesa usa uma bandeira com o Brasão de armas. O Comissário Nacional da Polícia islandesa utiliza uma bandeira branca com o Brasão de armas, quando a utilização da bandeira do Estado não se justifica e, por isso, alguns outros serviços públicos podem fazê-lo também.
O escudo em linguagem heráldica é: Blasonado, de azul sobre uma cruz de prata uma cruz de goles.